# التهاب دواعم السن الذروي
التهاب النسج الداعمة السنية حول الذروي أو التهاب النسج الداعمة الذروي (AP) (بالإنجليزية: Periapical periodontitis)‏ هو آفة التهابية حادة أو مزمنة حول ذروة جذر السن، وغالبًا ما تحدث بسبب الغزو البكتيري للب السن. يحدث الالتهاب كنتيجة محتملة لتسوس الأسنان غير المعالج (نخر الأسنان)، وفي مثل هذه الحالات يمكن اعتباره عقبولًا (نتيجة ثانوية) في السير الطبيعي لتسوس الأسنان والتهاب لب السن ونخر اللب. يمكن أن تشمل الأسباب الأخرى الرض الإطباقي بسبب النقاط المرتفعة بعد تطبيق الترميمات السنية، أو تجاوز مادة حشو الجذر من القناة الجذرية، أو الغزو الجرثومي والعدوى من اللثة. قد يتطور التهاب النسج الداعمة الذروي إلى خراج ذروي، حيث يتشكل القيح في نهاية الجذر، نتيجة لانتشار العدوى من لب السن (عدوى سنية المنشأ)، أو إلى كيس حول ذروي، حيث يتشكل السائل الظهاري المبطن أشكال حجيرات مملوءة بالسائل.
من الناحية اللغوية، يشير الاسم إلى الالتهاب (اللاحقة اللاتينية، -itis) حول (peri-) طرف الجذر أو ذروة السن (-apical) من منشأ سنيى(-odont-). التهاب النسج الداعمة حول الجذر هو مصطلح بديل.

## التشخيص
تختلف السمات الشعاعية للآفات الالتهابية حول الذروية اعتمادًا على المسار الزمني للآفة. نظرًا لأن الآفات المبكرة جدًا قد لا تظهر أي تغييرات في التصوير الشعاعي، فإن تشخيص هذه الآفات يعتمد فقط على الأعراض السريرية. قد تظهر المزيد من الآفات المزمنة تغيرات رخوة (شفافة إشعاعية) أو صلبة (ظليل للأشعة)، أو كليهما.

### تصنيف
عادة ما يعتمد تصنيف التهاب النسج الداعمة الذروي على ما إذا كانت العملية حادة / مصحوبة بأعراض أو مزمنة / بدون أعراض.
(ملاحظة: الأسماء البديلة لالتهاب النسج الداعمة الذروي تشمل: التهاب دواعم السن القمي، والتهاب النسج الداعمة حول الجذر.

#### التهاب النسج الداعمة الذروي الحاد
التهاب دواعم السن الحاد (أو المصحوب بأعراض).... الشعور بالخفقان والألم الناجم عن التهاب في الرباط اللثوي.

#### التهاب النسج الداعمة الذروي المزمن
التهاب اللثة الذروي المزمن (أو بدون أعراض).

## الآفات ذات الصلة
بالإضافة إلى الخراجات حول الذروية، يمكن أن يؤدي التهاب النسج الداعمة الذروي إلى ظهور العديد من الآفات ذات الصلة، بما في ذلك الأورام الحبيبية والأكياس حول الذروية. الورم الحبيبي الذروي (يُشار إليه أيضًا باسم الغرانولوما الذروية أوالورم الحبيبي الجذري) هو كتلة من النسيج الحبيبي الملتهب المزمن الذي يتشكل عند قمة جذر السن غير الحي (الميت). (على الرغم من أنه ليس ورمًا حبيبيًا حقيقيًا، نظرًا لعدم وجود التهاب حبيبي، فإن مصطلح الورم الحبيبي حول الذروي مستخدم على نطاق واسع.

## العلاج
قد تشمل خيارات العلاج العلاج بالمضادات الحيوية (على المدى القصير، معزز بمضغ العلكة)، أو علاج قناة الجذر، أو الاستخراج.

## علم الأوبئة
التهاب النسج الداعمة الذروي هو حالة شائعة جدًا. أبلغ عن انتشار التهاب اللثة حول الذروة بشكل عام وفقًا للفئة العمرية، على سبيل المثال 33% في الأشخاص الذين تتراوح أعمارهم بين 20-30 عامًا، و40% في الأشخاص الذين تتراوح أعمارهم بين 30 و40 عامًا، و48% في الأشخاص الذين تتراوح أعمارهم بين 40 و50 عامًا، و57% في الأشخاص الذين تتراوح أعمارهم بين 50 و60 عامًا، و62% في الأشخاص الذين تزيد أعمارهم عن سن الستين. أنشئت معظم البيانات الوبائية في البلدان الأوروبية، وخاصة الدول الاسكندنافية. بينما أجريت الملايين من علاجات قناة الجذر في الولايات المتحدة وحدها كل عام، فإن العدد الإجمالي لمثل هذه الحالات لا يوفر مؤشرات موثوقة للتكرار، حتى بالنسبة لأعراض التهاب النسج الداعمة الذروي (نظرًا لأن علاج قناة الجذر لا يُشار إليه دائمًا أو يمتثل له، و يمكن إجراؤها أيضًا في حالة عدم وجود التهاب دواعم السن المحيط بالوجه).